# Oliver Wendell Holmes Jr.
Pour les articles homonymes, voir Holmes.
Oliver Wendell Holmes Jr. dit The Great Dissenter (le grand dissident), né le 8 mars 1841 à Boston dans le Massachusetts, mort le 6 mars 1935 à Washington (District de Columbia) est un juriste américain qui fut nommé par le président Theodore Roosevelt et confirmé par le Sénat juge à la Cour suprême des États-Unis de 1902 à 1932.

## Biographie

### Jeunesse et formation

#### Jeunesse
Oliver Wendell Holmes Jr est né le 8 mars 1841 à Boston et est décédé le 6 mars 1935 à Washington à l’âge de 93 ans. Oliver Wendell Holmes Jr repose au cimetière national d’Arlington On le surnommait souvent “le grand dissident” à cause de l’éclat de ses opinions dissidentes.
Oliver Wendell Holmes Jr est le fils de l'écrivain  et médecin Oliver Wendell Holmes. Après ses études secondaires, il est admis à l'Université Harvard en 1857. Holmes participe à la Guerre de Sécession, blessé par trois fois au feu, il est démobilisé en 1864. Il reprend ses études à la Faculté de droit de Harvard, d'où il sort diplômé en 1866 Il devient avocat, professeur de droit à Harvard, puis juge à la Cour suprême du Massachusetts. Il est enfin nommé à la Cour suprême des États-Unis par Theodore Roosevelt en 1902 à l’âge de 61 ans.

#### Vie privée
Holmes était marié à Fanny Dixwell. Ils se sont rencontrés en 1851 lorsqu'il est entré, à l'âge de dix ans, dans l'école latine privée de son père. Ils sont restés très amis à partir de 1858 et ont correspondu pendant que Holmes servait dans l'armée de l'Union pendant la guerre civile et qu'il se concentrait sur l'établissement de sa carrière. Ils se sont finalement mariés le 17 juin 1872. Un mois après leur mariage, elle souffre d'une grave attaque de fièvre rhumatismale mais elle arrive à s’en remettre . Par ailleurs, ils n’ont pas d’enfant , mais ont cependant adopté et élevé une nièce orpheline prénommée Dorothy Upham.
Fanny est une femme quelque peu recluse qui refuse d'accompagner Holmes dans toutes ses excursions en Europe, sauf une ou deux. Elle s’intéresse d’ailleurs très peu à la politique. Elle n’a partagé l'intérêt de Holmes pour les affaires politiques qu’une seule fois, juste après sa nomination à la Cour suprême. Par ailleurs, Fanny réalise de magnifiques broderies qu'elle expose dans des musées au début des années 1880, mais pour une raison inconnue, elle en détruit la plupart lorsqu'elle déménage avec Holmes à Washington, DC, en 1902. Celle-ci meurt le 30 avril 1929, à l'âge de 88 ans. Elle a été enterrée au cimetière national d'Arlington, à Arlington, en Virginie.

#### Études universitaires
Holmes fréquentait des écoles privées à Boston, puis, comme son père, il finit par être admis à Harvard College en 1857. Le jeune Holmes n'était pas très impressionné par la Harvard de l'époque, dont il trouvait le programme abrutissant.
Entre-temps, il décide de s’engager dans la guerre de sécession. Mais Holmes retourne peu après à Boston où il décide d'étudier le droit et entre alors à la faculté de droit de Harvard en 1864. Au début, il n’est pas certain que le droit serait sa profession. Il avait même envisagé la médecine, ce à quoi son père s'opposait. À différentes occasions, il a déclaré que son "gouverneur" avait "mis la pression pour que j'aille à la faculté de droit" ou l'avait "poussé" à y aller. Néanmoins, il s'est rapidement plongé dans ses études et a décidé que le droit serait l'œuvre de sa vie. Il s'engage dans le droit, mais pas nécessairement dans la pratique privée.
En 1866, il est diplômé de la Harvard Law School et Holmes décide d’effectuer le traditionnel pèlerinage à l'étranger, visitant l'Angleterre, la France et la Suisse et rencontrant divers hommes distingués.
Après avoir réussi l’examen oral requis, il est admis au barreau du Massachusetts en 1867 et pratique le droit pendant 15 ans en tant que membre de plusieurs cabinets. De 1870 à 1873, il est rédacteur en chef de l'American Law Review. Il a édité la 12e édition de l'ouvrage classique Commentaries on American Law (1873), du chancelier James Kent (1763-1847). Il a également donné des conférences sur le droit à Harvard.
À la faculté de droit, Holmes a connu une certaine agitation, trouvant que la tradition du droit, telle qu'elle était présentée dans un programme d'études sans inspiration, était stagnante et étroitement centrée sur les précédents. La science, la philosophie ou l'histoire du droit étaient négligées, et ce sont ces aspects, plutôt que ce qu'il a appelé plus tard "le petit changement de la pensée juridique", qui ont captivé l'esprit de Holmes et l'ont attiré dans les profondeurs d'une profession vers laquelle il n'avait d'abord pas ressenti une forte motivation.
Par ailleurs, sa vie à Harvard peut être résumée à la vie étudiante normale de son temps. Ses qualités s'affirment. Il était beau, distingué, populaire auprès des hommes et des femmes, brillant en pensée, en parole et en action. Il lit les classiques, continue sa connaissance intime de la grande littérature du monde, explore la philosophie et envisage d'y consacrer sa vie.

### Guerre civile américaine
Oliver Wendell Holmes Jr. a combattu durant 3 ans pendant la guerre de sécession. Il est parti en guerre à l’âge de 19 ans. Il a été capitaine dans l’armée de l’Union à l’âge de 21 ans. Au début de la guerre de sécession, Holmes était à la fin de sa dernière année à Harvard. Il a été gravement blessé à trois reprises.

#### Avant la guerre
Ses idées ont en quelque sorte changé à la suite de cette expérience traumatisante qui a fait de lui, le témoin de la mort de ses plus proches amis.
Avant le début de la guerre, Holmes croyait en l’Union et également de manière croissante en l’abolition.  Ses idées étaient influencées par celles de sa mère qui était contre l’esclavagisme mais aussi de son ami “Pen” Hallowell (Norwood Penrose “Pen” Hallowell).

#### Pendant la guerre
Holmes et Hallowell rejoignent le quatrième bataillon du Massachusetts et se retrouvent en stationnement à Fort Independance sur Castle Island alors même qu’ils n’ont pas encore leurs diplômes en main. Ils ont cependant décidé de démissionner, l’utilité de leur bataillon étant simplement cérémoniale. Ils obtiennent ainsi une place au sein du vingtième régiment du Massachusetts, unité appelée “The Harvard Regiment”. Ce surnom est dû au grand nombre de ses officiers les plus connus ayant fréquenté les bancs de la prestigieuse école. Il y avait un fort sentiment de connexion entre les officiers car la plupart servaient avec des amis, ou des connaissances de longue date.

#### Après la guerre
Holmes se retrouve face à  un manque de confiance en sa propre capacité à résister à l’inconfort améliorer la formulation et aux blessures qui résultent des nombreuses batailles auxquelles il a participé.
Par ailleurs, Holmes qui croyait en l’Union va alors changer d’idée quand il se rend compte que le Nord est incapable de dominer et d’occuper le Sud du pays. En effet, il ne voyait pas la possibilité d’une quelconque victoire. De plus, la guerre lui a paru être un combat perpétuel, sans fin, sans issue.
A son retour, il fait alors face à la triste réalité qu’il ne pouvait tout simplement pas retourner dans son régiment, malgré la loyauté qu’il éprouve envers celui-ci. On remarque dès lors l’importance qu’a le 20e régiment pour Holmes, qui se retrouve déçu de ne pas pouvoir le réintégrer.
L’expérience de la guerre civile a ainsi grandement influencé la vision de la vie de Holmes et de la loi. Bien qu'il glorifie plus tard son service en temps de guerre, il ne s'est pas engagé une nouvelle fois à l'expiration de son contrat. Il avait commencé la guerre en tant qu'idéaliste et abolitionniste ardent et la termine en étant désillusionné et découragé.

## Carrière et regards sur son œuvre

### Philosophie générale
Il est considéré comme un théoricien du droit, sujet auquel il a consacré plusieurs ouvrages avant de devenir juge, notamment The common law et The path of the law. Dans ses livres, il aborde une approche sceptique vis-à-vis du droit et des règles, critiquant aussi bien le formalisme juridique que le jusnaturalisme : « L'évolution du droit n'est pas le fruit de la logique mais de l'expérience », « Ce que les juges font, rien de plus, rien de moins, voilà ce que j’appelle le droit ». On le considère à ce titre comme un précurseur du réalisme juridique. En résumé, Holmes reconnaît le pouvoir créateur de droit des juges pour mieux exiger sa limitation : « les juges légifèrent, et ils doivent le faire, mais uniquement de manière interstitielle » (Southern Pacific Company v. Jensen, 1917). Ainsi, selon Holmes, le droit ne peut être considéré comme un système rationnel, déduit de principes éthiques ou d’axiomes et « derrière la forme logique d’une décision se trouve toujours un jugement de valeur ».
Cette philosophie sceptique se ressent dans son approche du contrôle de constitutionnalité : Holmes n'accepte que très rarement d'invalider une loi, sauf lorsqu'est en jeu la liberté d'expression protégée par le Premier amendement. Parce qu'il n'y a pas de vérité absolue, les juges ne doivent pas s’immiscer dans des choix de sociétés pour lesquels les élus du peuple sont plus légitimes ; mais pour la même raison, tout un chacun peut faire valoir son point de vue, la compétition étant « le meilleur test de la vérité »,.
À ce titre Holmes s'oppose à la majorité de la Cour de son époque lorsque celle-ci annule un par un des pans de la législation sociale en faveur des ouvriers. Par exemple dans l'affaire Lochner v. New York (1905), la Cour invoque la « liberté » des cocontractants pour invalider la limitation à 60 heures du travail hebdomadaire, ce à quoi Holmes répond dans son opinion dissidente : « Les propositions générales ne décident pas les affaires concrètes ».
D'un autre côté, Holmes critique la Cour pour avoir laissé passer le refus de naturalisation d'étrangers en raison de leur refus de faire allégeance aux armes : « s'il y a un principe auquel la Constitution attache le plus d'importance parmi tous les autres c'est celui de la liberté de pensée — pas pour les pensées que nous approuvons, mais pour celles que nous haïssons » (United States v. Schwimmer, 1929).
En 1927, rejoint par sept des huit autres juges, il rédige l'opinion de la Cour dans l'affaire Buck v. Bell où il valide la stérilisation forcée des malades mentaux avec un humour noir qui aujourd'hui choquerait : « trois générations d'imbéciles sont assez ».
Malgré cela, par la longévité de son mandat à la Cour, par ses opinions concises et lapidaires et ses aphorismes percutants, Oliver Wendell Holmes est l'un des juristes américains les plus cités et admirés dans l'histoire aux États-Unis.
En juin 2012 le juge en chef des États-Unis John G. Roberts Jr., nommé par George W. Bush, applique dans son opinion validant l'Obamacare le principe dégagé par Holmes selon lequel lorsqu'une loi est susceptible de deux interprétations dont l'une est constitutionnelle et l'autre non, le juge doit adopter l'interprétation qui sauve la loi ; au grand dam des quatre autres juges conservateurs qui votent dans la dissidence (NFIB v. Sebelius). Roberts écrit également que « ce n’est pas notre travail de prémunir le peuple contre les conséquences de ses choix politiques » édulcorant ainsi une phrase de Holmes dans sa correspondance privée : « si mes concitoyens voulaient aller en Enfer, je les aiderais. C'est mon travail. ».

### The Path of The Law
Son essai The Path of the Law, publié pour la première fois en 1898, est l'ouvrage fondateur de la théorie juridique américaine. Holmes y expose en détail sa rupture radicale avec le formalisme juridique et jette les bases des principales écoles contemporaines de la pensée juridique américaine. Il a été la principale source d'inspiration de l'école du réalisme juridique, et son insistance sur une approche pratique du droit et de l'analyse juridique a jeté les bases de la concentration ultérieure des réalistes sur les aspects pragmatiques et empiriques du droit et des procédures juridiques.
Ce volume réunit quelques-uns des plus éminents juristes des États-Unis et du Canada pour examiner les interprétations concurrentes de The Path of the Law et ses implications pour la jurisprudence américaine contemporaine. Pour la commodité du lecteur, l'essai est publié en annexe.
The Path of the Law est l'ouvrage fondateur de la théorie juridique américaine, qui constitue la base des principales écoles de pensée juridique.
Holmes a rejeté l'idée que le droit puisse être étudié en tant que science. Il a également catégoriquement rejeté la croyance de Langdell selon laquelle les systèmes juridiques obéissent aux règles de la logique. Alors que son livre, The Common Law (1881), est un tour de force savant, son essai de 1897, The Path of the Law, s'est avéré être l'un des ouvrages les plus influents de la théorie juridique. Dans l'essai, Holmes s'appuie sur les thèmes de la Common Law, qui comprenait sa dissociation du droit de la morale et son accent sur la politique plutôt que sur la logique. Il a ensuite défini la loi comme une prédiction de ce que les tribunaux feraient dans une situation particulière. Il a proposé une théorie de la justice du «mauvais homme»: un homme mauvais voudra savoir seulement quelles seront les conséquences matérielles de sa conduite; il ne sera pas motivé par la morale ou la conscience.
Avant d’écrire The Path of the Law, O.W. Holmes avait aussi réalisé entre autres un ouvrage "The Common Law où il étudiait l’évolution qu’avait connu la "common law" anglaise et américaine derrière sa façade d’immutabilité. Il y invitait le lecteur à constater que le fond, le dispositif des décisions s’adaptait plus vite aux circonstances nouvelles que la forme, les motifs donnés à la décision.

### The Common Law
Tout au long des années soixante-dix, Holmes a travaillé d'arrache-pied pour préparer The Common Law. Au cours de l'hiver 1880, une grande partie de la substance a été livrée dans une série de conférences de l'Institut Lowell. Le livre lui-même a été publié en 1881. Holmes a reçu son premier exemplaire le 3 mars 1881, cinq jours avant son quarantième anniversaire.
L'ouvrage le plus célèbre de Holmes, The Common Law, publié en 1881, est né d'une série de douze conférences qu'il avait été invité à donner et qui exigeaient qu'il explique les principes fondamentaux du droit américain. Holmes a remis en question les fondements historiques d'une grande partie de la jurisprudence anglo-américaine. L'ouvrage contient la citation la plus célèbre de Holmes, "La vie du droit ce n’est pas la logique mais l'expérience.". Holmes en était venu à croire que même les doctrines juridiques dépassées et apparemment illogiques survivent parce qu'elles trouvaient une nouvelle utilité. Les anciennes formes juridiques étaient adaptées aux nouvelles conditions sociétales.
Peu après la publication de The Common Law, Holmes s'est vu offrir un poste d'enseignant en droit à Harvard.
Après d'intenses négociations, principalement centrées sur l'argent, car Holmes n'était pas riche et avait besoin de ce revenu pour vivre, il accepta le poste de professeur. Mais après n'avoir enseigné qu'un semestre, il démissionne pour accepter une nomination à la Cour suprême judiciaire du Massachusetts, la plus haute juridiction de l'État.
Le poste s'était libéré à la fin du mandat du gouverneur républicain en place, et comme un démocrate devait lui succéder, la nomination devait se faire dans les plus brefs délais. Le départ de Holmes de Harvard provoque cependant une certaine consternation, car il était l'un des cinq professeurs à temps plein et une dotation avait été spécialement créée pour financer sa chaire.

### The Pragmatism
La théorie pragmatiste du droit de Holmes Jr est, d’un point de vue philosophique comme beaucoup de théories pragmatistes, essentiellement banale. A son niveau le plus abstrait, elle se résume à des truismes: le droit est plus une question d’expérience que de logique, et l’expérience est traditionnellement interprétée avec un œil sur la cohérence et un autre sur la politique.
Holmes est un pragmatiste juridique, il est d’ailleurs considéré par un certain nombre d’historiens intellectuels, comme un adhérent et même un fondateur du mouvement pragmatiste. Ce dernier faisait partie de la première génération de juristes américains à être très influencée par le positivisme utilitaire des juristes analytiques.
Il est souvent qualifié de pragmatiste sur la base de sa «théorie de la prédiction» et de son accent sur l'expérience et l’évolution du droit. Pourtant, le fil de son pragmatisme est beaucoup plus profond et la reconnaissance des éléments pragmatiques de sa théorie juridique est vitale pour comprendre la Common Law. Il traite aussi des règles et des normes comme étant nécessairement communautaires et objectives. Il décrit également la fonction législative exercée par la communauté pour déterminer et appliquer la loi. Et ces notions sont fondamentalement peirciennes.
Aux yeux de Holmes Jr, le droit peut être traité comme une entreprise pratique, deux raisons à cela; la première raison étant le fait que le droit soit empirique. En effet, il est constitué de pratiques contextuelles situées, enracinées dans la coutume et les attentes partagées. La seconde raison se justifie par un droit instrumental, c’est-à-dire que le droit devient un moyen d’atteindre des objectifs socialement souhaités et qu’il puisse s’adapter à ces objectifs.

### The Prediction Theory of the Law
La théorie de la prédiction était un point crucial de la philosophie jurisprudentielle de Holmes Jr. Elle est souvent identifiée par référence à une phrase d’Oliver W. Holmes Jr. devenue célèbre pour cette raison : "The prophecies of what the courts will do in fact, and nothing more pretentious, are what I mean by the law".
Toute la question sera de savoir si nous sommes en présence d’une définition du droit ou d’une proposition méthodologique de la science du droit, mais on se demandera également si la science du droit correspond à une science visant à décrire des comportements réels (prévisibles) ou à décrire des comportements prescrits.
Holmes Jr n’en fait pas une définition exhaustive du droit. Il semble qu’il vaudrait mieux ici malgré tout parler de définition partielle. En effet, le choix fait par O.W. Holmes Jr, s’il n’a pas, comme on aura l’occasion de le voir, une profonde incidence sur sa conception de ce que doit être le rôle du juge, renverse cependant le rapport règle-décision. La décision n’est plus envisagée comme résultant des règles mais les règles de la décision. C’est la conclusion d’une analyse du processus de décision sur laquelle il faudra revenir.
Le but du « Prediction theory of law » est d’attirer l’attention des auditeurs sur la nécessité de ne pas confondre droit et morale et, sur la nécessité de prendre conscience du fait que le droit, la pratique du juge n’est pas une simple question de logique, de découverte du parfait syllogisme, d’"elegantia juris".
Pour cela, Holmes Jr va identifier le terme “interne” à quelque chose de “moral” et “externe” à un sens plus “objectif”. Ainsi, les normes internes, selon Holmes, sont psychologiques et subjectives, et elles évaluent la culpabilité morale personnelle d’un individu particulier. Tandis que les normes externes sont publiques et notent la conduite des membres de la collectivité en général. La volonté de Holmes pour que les règles juridiques soient des termes comme « intention » et « malveillance » exigent des critères publics pour leur application.
La responsabilité juridique, pour Holmes, ne peut être imposée que par des règles qui sont partagées par les membres de la communauté. Le problème moral, d’un autre côté, peut être attribué à une personne en appliquant des règles qui sont privées et internes.
Par conséquent, selon Holmes, les termes moraux tels que « coupable » et « coupable » n’exigent pas de critères publics pour leur application.
Holmes croyait que la loi devait être définie comme une prédiction, plus précisément, une prédiction du comportement des tribunaux. Son raisonnement était basé sur un argument concernant l'opinion d'un «mauvais homme». Le droit, c’est ce qui intéresse le "bad man", celui qui n’a rien à faire de la morale mais qui veut savoir les risques qu’il prend par rapport à la force publique. Ce dernier se soucie peu de l’éthique ou des conceptions  de la loi naturelle, son seul souci était de rester loin de la prison et d’éviter tout paiement de dommages-intérêts. Dans l'esprit de Holmes, par conséquent, il était très utile de définir «la loi» comme une prédiction de ce qui entraînera une punition ou d'autres conséquences de la part d'un tribunal.

## Parcours professionnel
En 1867, Holmes fut admis au barreau de Boston, et pratiqua le métier d’avocat jusqu’en 1882 et travailla pendant un certain temps le droit avec son frère Edward J. Holmes. Oliver Holmes a par ailleurs trouvé du temps pour l'enseignement et la recherche.
En 1870, il enseigna le droit constitutionnel au Harvard College et, l'année suivante, il fut chargé de cours sur la jurisprudence. Il est également important de pointer le fait que Holmes a pris la décision de se consacrer au métier de juge. Il s’était en effet vu proposer un poste académique au même moment qu’un poste dans le monde de la justice. Il a donc privilégié sa carrière juridique par rapport à une carrière académique. De 1870 à 1873, il a été rédacteur en chef de l'American Law Review (vol. V, VI et VII) et il a écrit pas moins de huit articles pour cette revue. En même temps, il rédigeait et annotait la douzième édition des Commentaires de « Kent », publiée en 1873. Holmes forme la société Shattuck, Holmes and Munroe avec son ami George Shattuck, comme associé principal. Holmes a continué à être membre de cette entreprise jusqu'à ce qu'il se retire de la pratique active et sa dévotion à Shattuck a continué jusqu'à la mort de ce dernier.
En 1880, Holmes est conférencier sur la Common law à l’Institut Lowell.
En 1882, il devient professeur de droit Weld à Harvard Law School.
En 1882, Holmes fut nommé professeur à la Harvard Law School, puis abandonna la pratique active du droit. Il accepta cependant son poste de professeur, sous réserve d’être libre d'accepter une nomination à la magistrature du Massachusetts si l'occasion se présentait. Le 15 décembre 1882, il fut nommé juge associé de cette Cour par le gouverneur Long à la place de M. le juge Otis P. Lord, qui démissionne. Il est devenu juge en chef le 2 août 1899, à la mort du juge en chef Field. Son service ici n'a pris fin qu'avec sa nomination en 1902 comme juge de la Cour suprême des États-Unis. Sa carrière de juge dans cette Cour a duré 20 ans.
Le 11 août 1902, Holmes a reçu une nomination provisoire du président Theodore Roosevelt, pour occuper le siège laissé vacant par le juge Horace Gray. Le 4 décembre 1902, son poste de juge à la Cour Suprême est confirmé par le sénat. Il y sera juge de 1902 à 1932. Durant ses années à la Cour suprême, il fut reconnu comme l’un des juristes les plus notables de l’époque. Oliver Wendell Holmes Jr, Louis Brandeis et Harlan F. Stone sont les trois juges composant l’aile libérale de la Cour Suprême entre 1925 et 1932. Holmes prend sa retraite le 12 janvier 1932 et Benjamin Nathan Cardozo lui succède à ce poste,

### Les clerks d'Oliver Wendell Holmes Jr.
Durant sa carrière de juge Oliver J. Holmes a servi de mentor à une série de jeunes diplômés de la faculté de droit de Harvard qui étaient payés par le gouvernement des États-Unis pour servir d'assistants juridiques. Ces assistants sont appelés "clerks". En tant que groupe, ces hommes ont atteint des hauts niveaux de réussite professionnelle, en particulier dans les domaines de l'enseignement du droit et du service gouvernemental, et Holmes a joué un rôle important dans la vie de quelques Clerks,.
L’un d’entre eux était Jerome Franck, considéré comme le pionnier du réalisme juridique. Ce dernier a un jour qualifié le Juge Holmes de “juriste complètement adulte”. Il a sous-entendu par cette expression que Holmes avait dépassé la recherche “enfantine” d’absolus dans la loi pour reconnaître que l’expérience, et non la logique, était le critère approprié à suivre pour un juge.
Un autre clerk qui a travaillé au côté du juge Holmes est Alger Hiss, qui a travaillé en tant que greffier auprès de Holmes pour le mandat 1929-30. Hiss a fait remarquer que "ce fut probablement la plus grande expérience émotionnelle et intellectuelle qu'aucun d'entre nous n'ait jamais vécue (....) Je pense que Holmes a eu la plus grande influence sur moi".
Le premier protégé d’Oliver Holmes était Charles K. Poe. Il a commencé à travailler pour le juge Holmes entre 1902 et 1905. Il écrivit au juge Holmes à l'occasion de son quatre-vingt-dixième anniversaire et le remercia d'avoir " bouleversé la notion selon laquelle "aucun homme n'est un héros pour son valet". En réalité, Poe et ses successeurs étaient bien plus que des "valets" pour Holmes. Ils étaient ses compagnons sociaux et intellectuels. C'est ce qui fait de Holmes un personnage clé dans la transformation du métier de clerc d'avocat qui, d'institution essentiellement administrative est devenu une " noble pépinière d'humanité " où les curiosités intellectuelles d'un jeune avocat pouvaient être éveillées et où de précieuses compétences sociales et professionnelles pouvaient être acquises,.
Thomas G. Corcoran, l’un des nombreux conseillers de confiance du président Roosevelt a également été clerk pour le juge Oliver Wendell Holmes à la Cour Suprême des U.S.A de 1926 à 1927. Il a avant cela fréquenté la faculté de droit de Harvard, où il a obtenu le premier prix de sa classe en 1926 et il a obtenu la reconnaissance de Felix Frankfurter. Il obtient son doctorat en droit l'année suivante,.
Les secrétaires juridiques d'Oliver Wendell Holmes, Jr., formaient un groupe extraordinairement accompli. Les secrétaires de Holmes ont eu un large éventail de carrières et de disciplines dans lesquelles ils ont eu un succès. Sur les trente secrétaires du juge, onze sont devenues fondateurs ou partenaires de prestigieux cabinets d'avocats, neuf ont atteint une certaine importance dans le monde de la politique, cinq se sont hissés au sommet de l'académie et quatre sont devenus des hommes d'affaires influents. (L'un d'entre eux, Shelton Hale, est décédé trois ans après son stage de clerk).

## Associations et groupes

### Phi Beta Kappa
Phi Beta Kappa, créée le 5 décembre 1776, est une fraternité d’étudiants universitaires. Cette société de distinction académique est engagée dans la promotion des bourses d'études en arts libéraux et en sciences parmi les étudiants des collèges américains. Elle regroupe des élèves extrêmement brillants au cours de leur troisième ou quatrième année universitaire. Il s'agit de la plus ancienne et de la plus prestigieuse société d’étudiants encore en activité, mais qui commence à perdre de son prestige en raison de la multiplicité des autres sororités et fraternités de nos jours.
Holmes Jr. faisait partie de cette fratrie durant sa vie estudiantine, mais également de nombreux noms célèbres comme Learned Hand, Frankfurter et Roosevelt.

### The Metaphysical Club
Le Metaphysical Club a été créé en janvier 1872 à Cambridge, Massachusetts par Olivier Wendell Holmes Jr, fondateur de la jurisprudence moderne; William James, le père de la psychologie américaine moderne; et Charles Sanders Peirce, logicien, scientifique et fondateur de la sémiotique. Les autres membres comprenaient Chauncey Wright et Nicholas St. John Green.
La première mention de ce club est dans une lettre de 1868 de James à Holmes qui disait : "When I get home let's establish a philosophical society to have regular meetings and discuss none but the very tallest and broadest questions-to be composed of none but the very topmost cream of Boston manhood."' Par conséquent, James évoquait son idée de créer une société philosophique au sein de laquelle ils pourraient tenir des réunions philosophiques pour discuter des plus importantes questions en compagnie des crèmes de la crème intellectuelle.
Le but de ce club était de discuter, c'était une sorte de société de conversation. Le club a été nommé "Metaphysical Club" dans un but mi-ironique, mi-défiant. À cette époque, l'agnosticisme montait sur ses grands chevaux, et désapprouvait superbement toute métaphysique.
Tout au long de son existence, aucun réel registre n’a donc été conservé, la seule chose qui en est sortie est que c’était une idée, une idée sur les idées. Holmes, James et Peirce croyaient tous que les idées ne sont pas des choses “là-bas” à découvrir, mais des outils que les gens inventent comme des couteaux, des fourchettes et des puces électroniques pour se frayer un chemin dans le monde. Ils pensaient que les idées ne sont pas produites par des individus, mais plutôt par des groupes d’individus, ce qui rend ces idées sociales. Ils ne se développent pas selon une logique interne qui leur est propre mais sont entièrement dépendants, comme des germes, de leurs porteurs humains et de leur environnement. et ils pensaient que la survie de toute idée ne dépend pas de son immuabilité mais de son adaptabilité.

### The Society of Jobbist
La “société of jobbist” est une manière de penser, il s’agit plus d’une philosophie de travail que d’un club à part entière. en effet, on ne trouve aucune trace de réunion de cette société ou de quelconque rendez-vous entre les membres. Holmes en était le président et on retrouve dans ce club des grands noms comme, Gunther ou Hand.

## Jurisprudence célèbre
Le juge Oliver W. Holmes, membre éminent de la Cour Supreme, a pris part à d’innombrables décisions au sein de cette juridiction. Les plus célèbres sont l’affaire Lochner v. New York, Schenck v. États-Unis (en), Olmstead v. Etats-Unis (en) et Gitlow v. New York (en).

### Lochner v. New York[42]
Dans l'affaire Lochner, Holmes n'était pas d'accord avec la majorité qui avait annulé une loi new-yorkaise qui limitait le nombre d'heures de travail d'un boulanger au cours d'une semaine.
La majorité estimait que la loi violait la « liberté contractuelle » garantie par le quatorzième amendement, qui prévoit qu'aucun État ne peut « priver une personne de sa vie, de sa liberté ou de ses biens, sans procédure légale ».
L'opinion dissidente de Holmes dans Lochner v. New York est connue comme son opinion la plus célèbre.
Dans sa dissidence, Holmes suggère que la majorité a fondé sa décision sur la préférence idéologique personnelle de ses membres pour la liberté contractuelle, et non sur la Constitution. Il a déclaré qu'il était inapproprié d'annuler un acte législatif simplement parce que la Cour avait adopté une théorie économique hostile à la réglementation du travail par le gouvernement.
Il est rejoint dans sa dissidence par le juge John M. Harlan qui signe une autre opinion dissidente, (signée par deux autres juges,William R. Day et Edward White) qui estime que bien qu'en accord avec la majorité sur la question de la liberté de contrat, cette liberté peut être modulée afin de garantir la santé et la sécurité des citoyens sans pour autant être contraire au quatrième amendement.

### Schenck v. United States(en)[46]
Holmes s'en remet rarement à la volonté populaire dans les affaires soulevant des questions de liberté d'expression au titre du premier amendement. Si la loi doit correspondre aux intérêts puissants de la société, raisonne Holmes, alors toutes les facettes de la société doivent avoir une chance équitable de se disputer l'influence par le biais de la parole publique.
Pour Holmes, la liberté d’expression doit être autorisée à moins qu'elle ne soit destinée à « produire un danger clair et imminent ».
Ce critère de « danger clair et imminent » a été qualifié pour la première fois dans Schenck v. United States. Dans cette affaire, le socialiste Charles Schenck avait été accusé d'avoir enfreint la loi sur l’espionnage de 1917, tentant de dissuader les recrues de répondre aux projets d'avis. Holmes a rendu l'opinion majoritaire a confirmé la condamnation de ce dernier.

### Olmstead v. United States(en)[48]
Dans l’affaire Olmstead v. United States, la Cour suprême a statué que les preuves incriminantes obtenues illégalement par la police étaient admissibles contre un défendeur au cours des poursuites judiciaires.
Holmes a écrit que le « gouvernement ne devrait pas utiliser des preuves » qui ne peuvent être « obtenues que par un acte criminel » de la police. Tout en reconnaissant les objectifs légitimes de l'application de la loi, Holmes a conclu que c'était « un moindre mal que certains criminels s'échappent plutôt que le gouvernement joue un rôle ignoble ».
Holmes a donc également contribué à la jurisprudence moderne du quatrième amendement.

### Gitlow v. New York(en)[51]
L’affaire concerne le socialiste Benjamin Gitlow qui avait été accusé d'avoir comploté pour renverser le gouvernement et avait été reconnu coupable d'anarchie criminelle pour avoir distribué de la littérature socialiste. Tout en notant que Gitlow n'avait pas réussi à encourager les autres à se révolter, la Cour a confirmé sa condamnation.
Cette affaire a commencé à rendre applicable aux Etats le processus d'incorporation des libertés d'expression et de presse du premier amendement.
Le juge Holmes a été rejoint par Brandeis dans une opinion dissidente dans laquelle il a fait valoir que les mots en cause ne présentaient aucun danger clair et actuel d'incitation à une action violente

## Archives
Les archives d'Oliver Wendell Holmes Jr., sont déposées à la bibliothèque de l'Université Harvard et consultables en ligne,.

## Œuvres (rééditions)
- (en) Touched With Fire Civil War Letters And Diary Of Oliver Wendell Holmes, Jr., Harvard University Press, 1946, 190 p. (lire en ligne)
- (en) Holmes-Pollock Letters : The Correspondence of MR Justice Holmes and Sir Frederick Pollock, 1874-1932, Two Volumes in One, Second Edition, Belknap Press, 11 octobre 1961, 686 p. (ISBN 978-0-674-40550-9, lire en ligne)
- (en) The Oliver Wendell Holmes, Jr., Papers, University Publications of America, 1er janvier 1985, 72 p. (ISBN 978-0-89093-803-4),
- (en) The Mind and Faith of Justice Holmes : His Speeches, Essays, Letters, and Judicial Opinions, Routledge, 1er janvier 1988, 549 p. (ISBN 978-0-88738-765-4),
- (en) The Common Law, Dover Publications, 22 juillet 1991, 480 p. (ISBN 978-0-486-26746-3, lire en ligne),
- (en) Opinions, and Other Writings of Oliver Wendell Holmes, Jr., University of Chicago Press, 1er janvier 1997, 374 p. (ISBN 978-0-226-67554-1, lire en ligne),
- (en) The Path of the Law, Applewood Books, 1er septembre 2006, 32 p. (ISBN 978-1-55709-174-1),
- (en) The Collected Legal Papers, Dover Publications, 19 avril 2007, 320 p. (ISBN 978-0-486-45444-3),